# Місто гріхів 2: Жінка, заради якої варто вбивати
«Місто гріхів 2: Жінка, заради якої варто вбивати» (англ. Sin City: A Dame to Kill For) — продовження американського художнього фільму «Місто гріхів» 2005 року. Фільм заснований переважно на другому графічному романі Френка Міллера з циклу «Місто гріхів». Фільм вийшов у прокат 21 серпня 2014.

## Сюжет

### Жінка, заради якої варто вбивати
У темних провулках Міста гріхів Дуайт планує жорстоко помститися Аві Лорд, яка його зрадила, одружившись з заможним чоловіком і задля отримання спадщини вирішивши розправитися з ним руками свого старого коханця Дуайта Маккарті. Той пішов зі старого міста і намагається стати на чесний шлях, але одержимість Авою Лорд ламає всі його плани і кидає в обійми безодні.

### Ще одна суботня ніч
Пролог фільму. Марв прокидається на шосе поряд з кількома трупами і намагається згадати, як він там опинився.

### Довга жахлива ніч
Зухвалий і везучий гравець-шулер Джонні знайомиться з молодою стриптизеркою Марсі і кидає ігровий виклик найнебезпечнішій людині в Бейсін-Сіті, сенатору Рорку. Скоро йому належить дізнатися, що крім разової карткової гри його пов'язує з Рорком дещо ще. Але навіть це не позбавить Рорка спраги поквитатися з нахабним молодиком, що наважився перейти йому дорогу.

### Останній танець Ненсі
Ненсі намагається змиритися зі смертю детектива Гартігана і помститися чоловікові, винному в цьому — сенатору Рорку. Вона спотворює себе й каже, що це зробив Рорк. Марв, що ставиться до Ненсі як до сестри, допомагає їй здійснити жахливу помсту всесильному сенатору.

## В ролях
| Актор                | Роль           |
| -------------------- | -------------- |
| Джеймі Чон           | Міхо           |
| Джессіка Альба       | Ненсі Каллахан |
| Брюс Вілліс          | Хартіган       |
| Міккі Рурк           | Марв           |
| Джош Бролін          | Дуайт МакКарті |
| Ева Грін             | Ева Лорд       |
| Розаріо Доусон       | Гейл           |
| Джеймі Кінг          | Голді і Венді  |
| Леді Гага            | Берта          |
| Джулія Гарнер        | Марсі          |
| Денніс Хейсберт      | Меньют         |
| Джуно Темпл          | Саллі          |
| Джеремі Півен        | Боб            |
| Рей Ліотта           | Джой           |
| Джозеф Гордон-Левітт | Джонні         |
| Крістофер Мелоні     | Морт           |
| Стейсі Кіч           | Валленквіст    |
| Пауерс Бут           | сенатор Рорк   |
| Мартон Чокаш         | Дамьен Лорд    |
| Крістофер Ллойд      | Кроінг         |
| Алекса Вега          | Гілда          |
| Каллі Ернандес       | Тельма         |

## Український Дубляж
- Студія: Tretyakoff production
- Режисер дубляжу: Лідія Громовенко
- Перекладач: Ірина Гаврилюк

Ролі дублювали:
Катерина Буцька, Олена Узлюк, Михайло Тишин, Олег Лепенець, Борис Георгієвський, Юрій Кудрявець, Ігор Цеглинський, Павло Скороходько, Олександр Погребняк, Роман Чупіс, Матвій Ніколаїв,

## Історія створення
У 2005 році, після того як був створений фільм Місто гріхів, Родрігес анонсував свої плани на продовження, в якому будуть присутні ті ж персонажі, що й у першому фільмі. За основу планувалося взяти новелу «Жінка, за яку варто вбивати». Міллер заявив що фільм буде приквелом і сиквелом одночасно з різними історіями які відбуваються до і після першого фільму. Міллер, який написав основу сценарію в 2006 році, оголосив про початок роботи над фільмом наступного року.
Робота над фільмом не розпочиналася ще кілька років.
На San Diego Comic-Con 2011 Родрігес заявив, що сценарій до фільму Місто гріхів 2  близький до завершення і була ймовірність, що зйомки почнуться в кінці 2011 року. Родрігес повідомив, що «Місто гріхів 2» буде ґрунтуватися на новелі «Жінка, за яку варто вбивати» і двох інших історіях з циклу «Місто гріхів», які Френк Міллер напише для сценарію. Одна з них називається «Довга жахлива ніч».
Проте пізніше Родрігес повідомив про те, що офіційний підбір акторів не почнеться доти, доки сценарій фільму не буде завершений.
У серпні 2011 року Родрігес заявив, що сценарій майже готовий і може служити основою для початку роботи над фільмом.
У вересні 2011 року було оголошено, що володар премії «Оскар» Вільям Монахен (сценарист фільму «Відступники») зайнятий в адаптуванні продовження графічної новели Френка Міллера.
У березні 2012 року Родрігес заявив, що виробництво «Міста гріхів 2» почнеться в середині 2012 року. Він також зазначив, що актори будуть «того ж калібру», як і у попередній стрічці.
13 квітня 2012 виробництво фільму було підтверджено, до того ж з новою назвою («Sin City: A Dame to Kill For»). Виробництво, як очікувалося, повинно було початися влітку 2012 року, однак повністю процес зйомок почався тільки в жовтні того ж року. У травні 2014 року, Американська асоціація кінокомпаній заборонила до поширення постер фільму з Евою Грін за надмірне оголення.

### Кастинг
29 жовтня було оголошено, що Девон Аокі не зможе повернутися до ролі Міхо через другу вагітність, її замінить Джемі Чунг. 5 грудня стало відомо, що Денніс Хейсберт зіграє Меньюта замість Майкла Кларка Дункана, який помер до початку виробництва. Також, замість Клайва Оуена роль Дуайта МакКарті зіграв Джош Бролін. Роль Боба виконав Джеремі Півен замість Майкла Медсена, який виконав цю роль в оригінальному фільмі.